# Morellia cerciformis
Morellia cerciformis är en tvåvingeart som beskrevs av Zielke 1971. Morellia cerciformis ingår i släktet Morellia och familjen husflugor. Inga underarter finns listade i Catalogue of Life.